# Survivorship Bias
Survivorship Bias (deutsch: Überlebenden-Verzerrung oder Überlebenden-Irrtum) bezeichnet eine kognitive Verzerrung. Nach dem Survivorship Bias werden Wahrscheinlichkeiten eines Erfolgs systematisch überschätzt, da erfolgreiche Personen oder Zustände eine größere Chance haben, in einer Statistik erfasst zu werden, als nicht erfolgreiche.

## Geschichte

Verteilung der Einschusslöcher bei zurückgekehrten Flugzeugen

Der Begriff geht auf die Arbeit von US-Navy-Ingenieuren im Zweiten Weltkrieg zurück, die untersuchten, an welchen Stellen die Panzerung von Flugzeugen bei möglichst geringer Gewichtszunahme verbessert werden muss, um die Überlebensrate der Piloten zu steigern. Dazu sollte ein statistisches Verfahren entwickelt werden, um zu berechnen, an welchen Stellen Treffer eher zu einem Absturz der Maschine führen. Die Schwierigkeit dabei war das Fehlen der kritischsten Daten – die über die Lage der Treffer an nicht vom Einsatz zurückgekehrten Flugzeugen. Der damit beauftragte Mathematiker Abraham Wald entwickelte daraufhin indirekte Erhebungsverfahren, um den Survivorship Bias zu vermeiden. Die Flugzeuge wurden in der Folge wider die Intuition an den Stellen verstärkt, die bei zurückgekehrten Flugzeugen weniger Einschusslöcher aufwiesen, da Einschüsse an diesen Stellen offenbar mit größerer Wahrscheinlichkeit zum Absturz der Maschinen führten. So sind etwa Treffer in Treibstofftanks wesentlich schwerwiegender als  ein Durchschuss eines Leitwerks.
Walds Arbeit dazu wurde umgehend vom Militär als geheim eingestuft. Der Algorithmus wurde erst in den 1980er Jahren veröffentlicht.

## Beispiele

### Wirtschaft
Fondsgesellschaften liquidieren erfolglose Fonds nach einer bestimmten Zeit. Dies führt dazu, dass die kollektive Performance der Gruppe der aktiv gemanagten Fonds als Ganzes besser ausgewiesen wird als in Wirklichkeit gerechtfertigt, da die „pleitegegangenen“ Fonds laufend aus der Bilanz herausfallen.
Bei Umfragen zur Kundenzufriedenheit antworten Individuen, die noch über eine positive Haltung zum Unternehmen verfügen, viel eher als jene, die negativer Meinung sind. Mitunter wird so das Ziel, die problematischen Aspekte der Kundenbeziehung zu erkennen und zu verbessern, verfehlt. Dies ist bei Umfragen als Schweigeverzerrung bekannt.
Zu Unternehmensgründungs-Seminaren werden eher erfolgreiche Geschäftsleute als Vortragende eingeladen, während zum Beispiel erfolglose Firmengründer und ihre Erfahrungen übergangen werden. Dies führt zu der irrigen Annahme, dass eine erfolgreiche Firmengründung der Normalfall sei.

### Medizin
In der Medizin spielt der Survivorship Bias eine herausragende Rolle. Zum Beispiel nehmen Krebs-Patienten, die auf etablierte Behandlungsmethoden nicht ansprechen, manchmal an einer experimentellen Therapie teil. Das Problem besteht nun darin, dass der Patient zwar krank bleibt, aber lange genug überleben muss, damit die neuartige Therapieform überhaupt in Betracht gezogen wird. Somit kann nicht klar festgestellt werden, welchen Nutzen die experimentelle Therapie schon im Anfangsstadium der Erkrankung zeigen würde.

### Architektur
Die Tatsache, dass qualitativ oder ästhetisch hochwertige Gebäude länger in Betrieb stehen und seltener abgerissen werden, führt zur „Feststellung“, dass in früheren Epochen scheinbar bessere architektonische Leistungen erbracht wurden. Dadurch, dass die Häuser wohlhabender Bürger aus beständigeren Materialien erstellt wurden, entsteht der Eindruck, in früheren Zeiten wäre grundsätzlich solider gebaut worden.

### Populärkultur
Wie auch bei Beispielen aus der Wirtschaft ist dem Beobachter nicht klar, dass auf jeden prominenten Schauspieler oder Sänger Tausende von Künstlern kommen, die es nie geschafft haben, berühmt zu werden. Bei Kindern und Jugendlichen trägt dies zum Glauben bei, es sei einfach, ein „Star“ oder ein Influencer zu werden.

### Künstliche Intelligenz
Chatbots beruhen auf der Analyse von immensen Datenmengen, welche durch Algorithmen statistisch ausgewertet werden, um Antworten auf gestellte Fragen zu generieren. Die verwendeten Daten umfassen noch vorwiegend relativ leicht zugängliche Informationen aus dem Internet. Dabei werden erfolgreiche Entwicklungen (Erfindungen, Jungfirmen, politische Vorstösse etc.) höher gewichtet als Misserfolge, weil über Erfolge umfangreichere Berichterstattung vorhanden ist. Daraus werden gut erfassbare Korrelationen abgeleitet. Es besteht die Gefahr von vorschnellem Kausaldenken. Bisher nur beschränkt erfasst werden historische Daten und Wissenschaftspublikationen, welche im Internet nicht verfügbar sind. So werden weniger sichtbare Ursachenzusammenhänge vernachlässigt.

## Präventionsmaßnahmen
Da der Survivorship Bias einer rückblickenden Fall-Kontroll-Studie ohne Kontrollgruppe entspricht, muss also eine prospektive Studie durchgeführt werden. Im Beispiel der Kampfflugzeuge sollten also alle Flugzeuge, die zum Einsatz gestartet sind, in der Stichprobe berücksichtigt werden. Bei Kundenbefragungen können etwa alle Kunden, die in einem bestimmten Zeitraum ihre erste Bestellung aufgegeben hatten, befragt werden – anstelle bloß die aktuellen Kunden um ihre Meinung zu befragen. Genauso kann man den Erfolg von Unternehmern untersuchen, indem man aus dem Handelsregister eine Liste der Neugründungen erstellt und die Entwicklung dieser Firmen untersucht, anstelle lediglich die derzeit existierenden Firmen zu betrachten.